# 73 Piscium
73 Piscium är en orange jätte som ligger i Fiskarnas stjärnbild.
73 Piscium har visuell magnitud +6,01 och är synlig för blotta ögat vid god seeing. Stjärnan befinner sig på ett avstånd av ungefär 650 ljusår.